# William Goodsir-Cullen
William James Goodsir-Cullen, detto Willie (Ferozepur, 29 marzo 1907 – Wyoming, Nuovo Galles del Sud, 15 giugno 1994), è stato un hockeista su prato indiano.

## Palmarès

### Olimpiadi
- Oro a Amsterdam 1928 nell'hockey su prato.